# (3920) Обиньян
(3920) Обиньян (лат. Aubignan) — астероид, относящийся к группе астероидов пересекающих орбиту Марса и принадлежащий к светлому спектральному классу S. Он был открыт 28 ноября 1948 года бельгийским астрономом Сильвеном Ареном в обсерватории Уккел и назван в честь французской коммуны Обиньян.

Орбита астероида Обиньян и его положение в Солнечной системе